# Stadt Zürich (Schiff, 1909)
Die Stadt Zürich ist der ältere der beiden Raddampfer der Zürichsee-Schiffahrtsgesellschaft (ZSG) und feierte am 12. Juni 2009 ihr 100. Betriebsjahr. Gebaut wurde die Stadt Zürich im Jahr 1909 von Escher, Wyss & Cie. in Zürich. Sie ist das dienstälteste  Schiff der ZSG auf dem Zürichsee und verkehrt jeweils von April bis November auf der Route Zürich–Rapperswil (SG)-Zürich.
Von den meisten anderen Schweizer Raddampfern unterscheiden sie und ihr Schwesterschiff Stadt Rapperswil (1914) sich durch den kurzen Schornstein und das grosszügig bemessene Oberdeck für die 1. Klasse. Bis auf Details sind die beiden Schiffe leicht zu verwechseln: Die Stadt Rapperswil ist am vorderen Kreuzmast und der abweichenden Farbe des Sonnendecks zu erkennen. Im Salon der 1. Klasse ist sie zudem luxuriöser als ihr Schwesterschiff ausgestattet, erkennbar an der Mahagoni- und Birnbaumtäfelung und der kunstvoll gearbeiteten Treppe zum Oberdeck.

## Geschichte

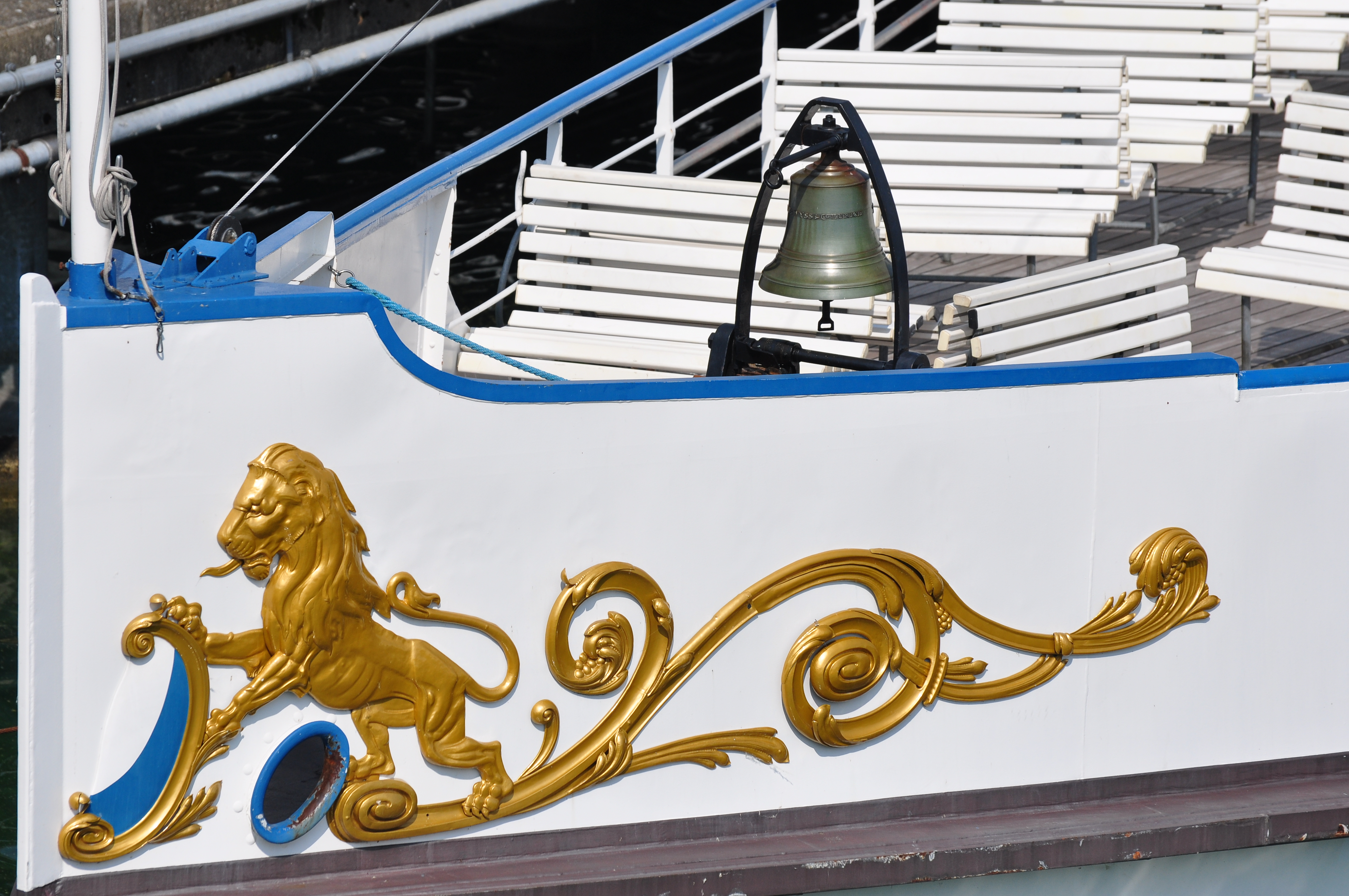
Bugzier (Juni 2009)

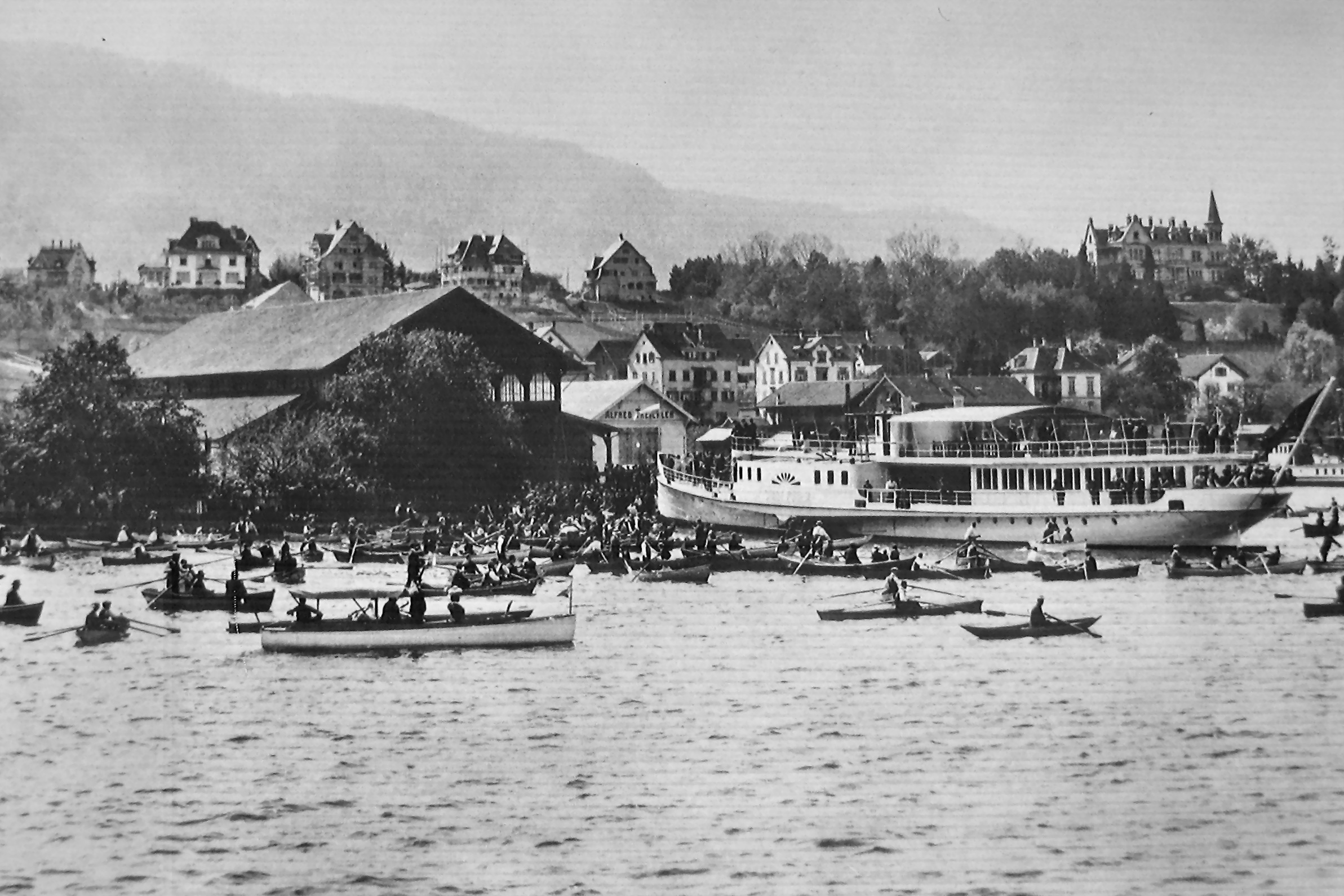
Stadt Zürich in Zürich-Wollishofen (Mai/Juni 1909)

Die Stadt Zürich lief nach einer Bauzeit von sechs Monaten am 8. Mai 1909 vom Stapel und wurde von der Tochter des Verwaltungsratsmitglied Naville der damaligen Zürcher Dampfbootgesellschaft (ZDG) getauft. Die Indienststellung des 320.000 Schweizer Franken teuren Schiffs konnte nur mit Subventionen der öffentlichen Hand ermöglicht werden. Das Dampfschiff besticht durch seine schlanke und elegante Bauweise, und insbesondere der im Jugendstil gehaltene Salon fand in der damaligen Berichterstattung grossen Anklang.
Am Samstag, 12. Juni 1909, fuhr die Stadt Zürich um 15 Uhr, unter Böllerschüssen und bei strömendem Regen, zu ihrer dreistündigen Jungfernfahrt aus. An Bord waren Mitglieder kantonaler und städtischer Behörden, Vertreter der Anrainergemeinden, der Schiffswerft und weitere prominente Gäste. Im ersten Betriebsjahr legte die Stadt Zürich 12.575 Kilometer zurück und verfeuerte 258,45 Tonnen Kohle.
Am 4. September 1912 beförderte die Stadt Zürich ihren bislang berühmtesten Gast, den deutschen Kaiser Wilhelm II. samt seinem Gefolge und einigen handverlesenen Gästen. Auf dem mit Blumen geschmückten Schiff herrschte eine strenge Kleiderordnung, serviert wurden Tee und deutsches Bier. Die Abendrundfahrt des Gastes feierten die umliegenden Gemeinden mit Feuerwerken, und noch Jahre später wurde die Stadt Zürich im Volksmund «Kaiserschiff» genannt, wenn auch bei weitem nicht von allen: Der aus Horgen stammende Heizer Jakob Stampfer wurde in letzter Minute seiner «kaiserfeindlichen Gesinnung» wegen ausgewechselt – Sozialdemokraten waren auf dem «kaiserlichen Schiff» unerwünscht.
An Pfingsten 1914 wurde das Schwesterschiff Stadt Rapperswil in Betrieb genommen. Zusammen mit der Stadt Zürich und der 1875 erbauten Helvetia besass die damalige Zürcher Dampfbootgesellschaft (ZDG) nun drei grosse Schiffe als Rückgrat ihrer Flotte. Mit Beginn des Ersten Weltkriegs wurde der Schiffsbetrieb massiv reduziert. Am 2. Dezember 1918 verfügte der Bundesrat die Einstellung aller mit Dampf betriebenen Schiffsstrecken, da nicht genügend Kohle in die Schweiz importiert werden konnte; bereits ab 1919 waren die Fahrplaneinschränkungen jedoch wieder aufgehoben. Im Winter 1919 wurde die Stadt Zürich erstmals ins Trockendock überführt; schwerwiegende Mängel wurden nicht festgestellt. Während des Zweiten Weltkriegs blieb der Dampfkessel den ganzen Winter mit Wasser gefüllt und der Maschinenraum geheizt, um die Temperatur über dem Gefrierpunkt und den Raddampfer für militärische Zwecke innert 24 Stunden betriebsbereit zu halten. Der private Schifffahrtsbetrieb kam während dieser Zeit fast gänzlich zum Erliegen.
Ab 1959 wurden die beiden letzten Raddampfer auf dem Zürichsee nach und nach durch moderne Motorschiffe ergänzt und kamen praktisch nur noch an Sonntagen zum Einsatz. Ab 1986 verkehrten die beiden Salondampfer in der Sommersaison wieder häufiger und seit 2004 während der Sommersaison beinahe täglich. 1983 beschloss der Verwaltungsrat der ZSG die Erhaltung der beiden letzten Dampfschiffe Stadt Zürich und Stadt Rapperswil, nachdem ihre Ausserdienststellung aus Kostengründen kontrovers diskutiert worden war. Zwei Jahre später feierte die ZSG mit verschiedenen Aktivitäten «150 Jahre Dampfschifffahrt auf dem Zürichsee».

## Unterhaltsarbeiten und bauliche Änderungen

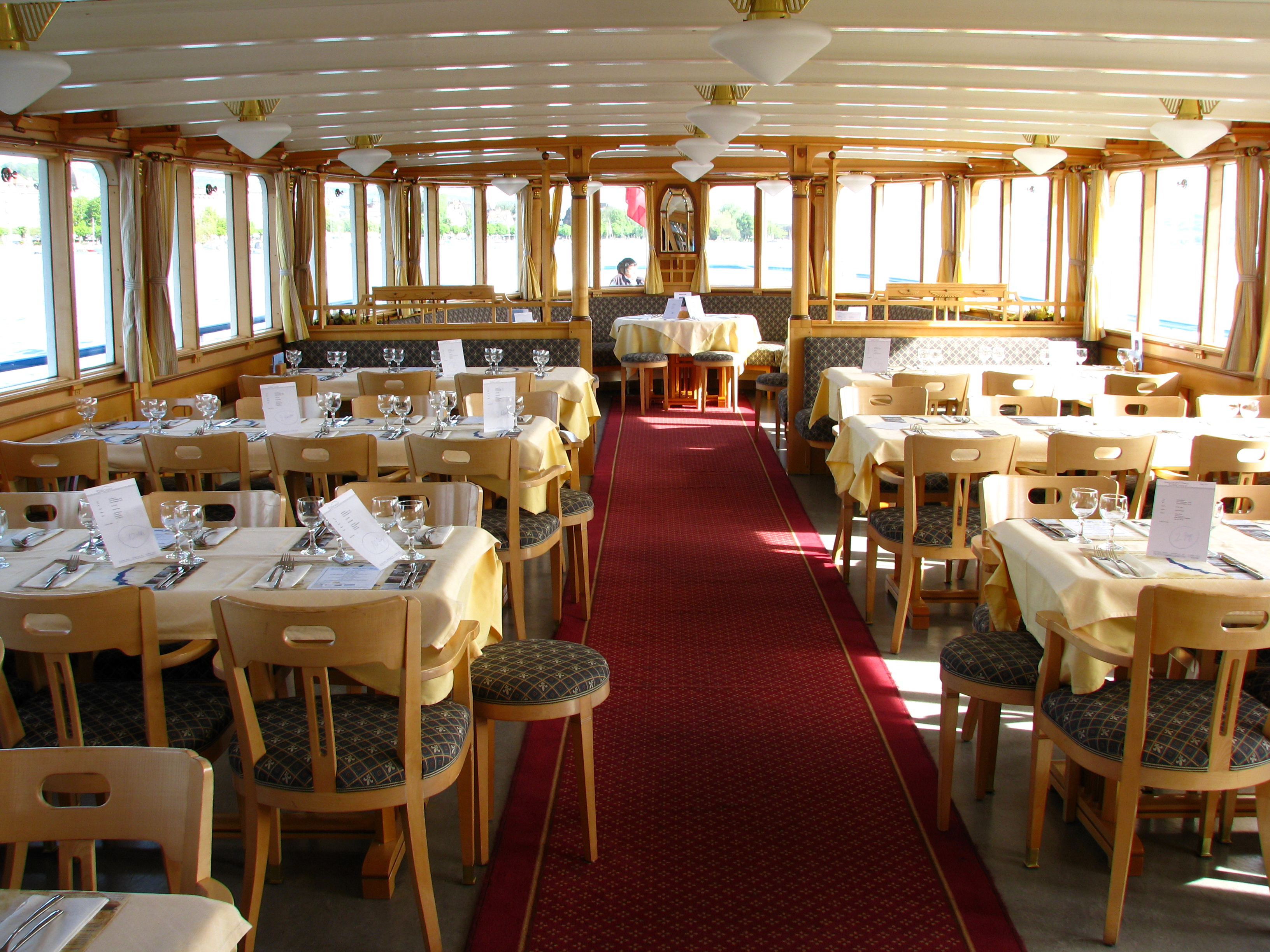
Jugendstil-Salon (April 2009)

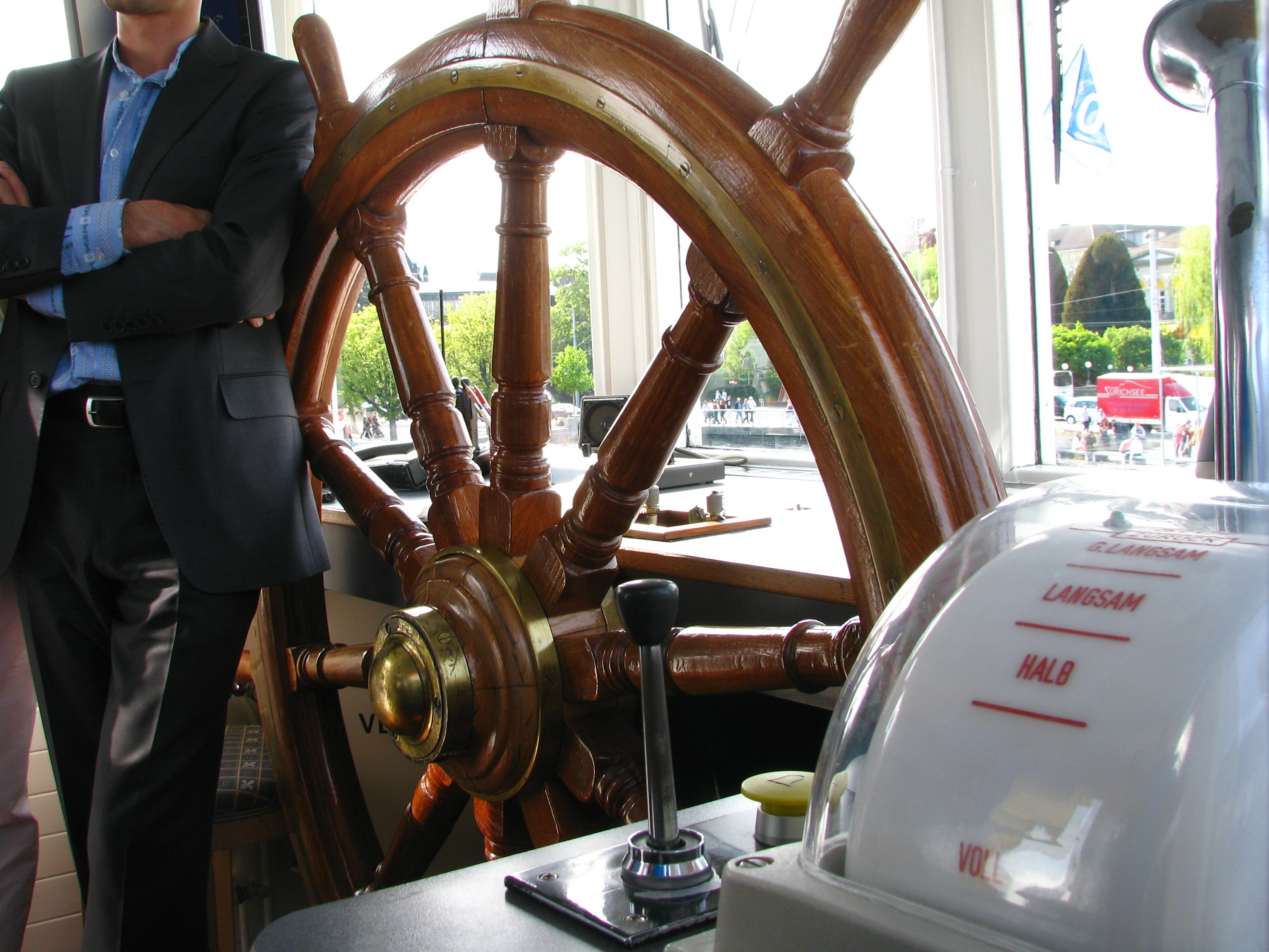
Steuerhaus der Stadt Zürich (April 2009)

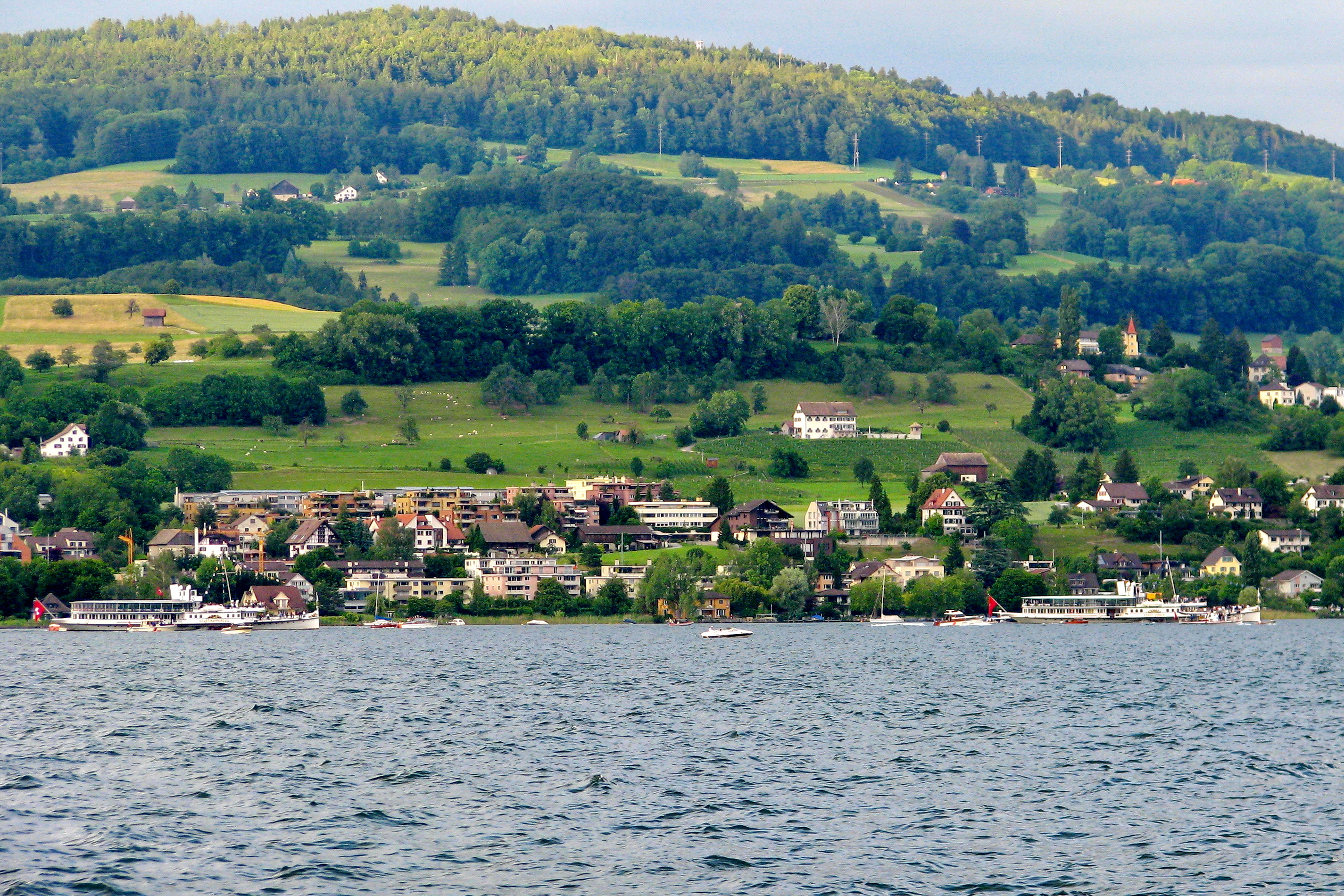
Stadt Rapperswil (links) und Stadt Zürich anlässlich der Jubiläumsfeier der Stadt Zürich am 12. Juni 2009, Pfannenstiel im Hintergrund

In den Jahren 1922 und 1939 waren erstmals bauliche Änderungen nötig: Die Stadt Zürich erhielt neue Siederohre an den Dampfkesseln, das Dach des Oberdecks wurde ersetzt und die Schaufelräder revidiert. 1938 wurde eine elektrische Heizung eingebaut. In den Jahren 1941 bis 1953 standen grössere Revisionen an: Kesselreparaturen, Verlängerung des Oberdecks bis zum Steuerhaus und Ersatz des Sonnenzelts durch ein festes Dach. 1951 wurde die Kohlenfeuerung durch eine Schwerölfeuerung ersetzt, wodurch im Betrieb Maschinenpersonal eingespart und die Besatzung von bisher acht auf sechs Mitglieder reduziert wurde. Im Frühling 1956 wurde die Stadt Zürich einer Generalüberholung unterzogen und zum Teil umgebaut, wobei auch die Jugendstil-Ausstattung des Salons durch eine schlichte Holzverkleidung ersetzt wurde. Erst mit den Restaurierungen in den Jahren 1989/90 und 2003/04 wurde der Innenausbau anhand von historischem Quellenmaterial weitgehend in den Originalzustand zurückgeführt, so dass heute ein ähnliches Raumerlebnis vermittelt wird, wie es die Passagiere auf der Jungfernfahrt im Jahr 1909 erlebten. 1960 und 1967 erfolgten Hauptrevisionen im Dock in Zürich-Wollishofen, wobei Reparaturen an den Decks, an der Heckschanzverkleidung, an den Kesseln und Schaufelrädern durchgeführt wurden. 1979 bis 1981 wurde die Stadt Zürich nochmals einer gründlichen Sanierung unterzogen: Die verrosteten Radkästen wurden ersetzt, die Aufenthaltsräume für das Schiffspersonal ausgebaut und die Toiletten verlegt, so dass sie leichter zugänglich wurden. Der Raddampfer erhielt gleichzeitig eine neue Trinkwasseraufbereitungsanlage und Hilfsdieselpumpen und im Rumpf eine zusätzliche Schottwand sowie eine hydraulische Rudersteuerung. Im Winter 1989/90 erfolgte der Umbau auf den gleichen technischen Stand wie das Schwesterschiff Stadt Rapperswil: Ersatz der zwei alten Dampfkessel durch einen neuen, das Holzdeck wurde erneuert, ebenso die Holztreppe zur 1. Klasse; zudem wurden der Salon und die Rauchkabine in den ursprünglichen Zustand zurückversetzt. Die Renovation kostete drei Millionen Franken, finanziert durch die öffentliche Hand, die «Aktion pro Raddampfer» und mit 200’000 Franken Spenden von Privaten. Am 21. Juni 1990 nahm die runderneuerte Stadt Zürich den Passagierbetrieb wieder auf.
Ende 2001 initiierte der Verwaltungsrat der ZSG das Projekt „Mit Volldampf voraus“ mit dem Ziel, die beiden Zürichseeraddampfer zu erneuern und mit erhöhtem Komfort auszustatten. Am «Tag der Schweizer Schifffahrt» 2002 startete eine Spendenaktion, wiederum in Zusammenarbeit mit der «Aktion pro Raddampfer». Ende November 2003 erfolgte die Auswasserung der Stadt Zürich. Erneuert wurden die Wasser-, Abwasser- und Stromversorgung, die Kühlanlagen, die Dieselaggregate und die Heizung. Im Rumpf erfolgte der Einbau einer neuen Küche, und auf dem Oberdeck schützt seither eine verbesserte Verglasung die Passagiere, damit der Einsatz des Dampfers bei jedem Wetter möglich ist. Nebst weiteren kleineren Änderungen wurde gleichzeitig im Salon weitgehend der Originalzustand wiederhergestellt. Am 25. Mai 2004 erfolgte die feierliche Wiederinbetriebnahme des für 1,7 Millionen Franken renovierten Raddampfers. Bis zu ihrem 100. Jubiläum wird die Stadt Zürich rund 700'000 Kilometer zurückgelegt haben.

## Zwischenfälle rund um dieStadt Zürich
In der einhundertjährigen Betriebsgeschichte der Stadt Zürich traten zwei Todesfälle auf: Am 25. Mai 1922 verunglückte der Untermaschinist bei der Handhabung der Dampfmaschine tödlich; am 7. September 1924 stürzte ein Passagier vom Heck in den See und konnte trotz sofortiger Suche nicht gerettet werden. Am 18. Oktober 1926 fuhr die Stadt Zürich bei einer Probefahrt gegen einen Landungssteg, wobei die Rumpfhülle starke Beschädigungen erlitt. Beim Ablegen in Horgen wurde im Sommer 1939 die Schaufel des Backbordrads beschädigt. 1949 erlitt die Stadt Zürich backbordseitig einen Schaufelradbruch, und im gleichen Jahr versenkte der Salondampfer unabsichtlich ein Polizeiboot, welches aufgrund eines Maschinenschadens nicht ausweichen konnte. Am 4. Mai 1985 rammte die Stadt Zürich aufgrund eines technischen Defekts beim Landesteg am Bürkliplatz in Zürich eine Mauer. Auch bei diesem Unfall wurde niemand verletzt, aber der Dampfer musste mit einem Loch im Bug oberhalb der Wasserlinie zur Überholung in die Werft. Fast auf den Tag genau kam es zwanzig Jahre später bei einem Ausfahrmanöver in Rapperswil zu einer Grundberührung, und die Stadt Zürich musste für zwei Wochen aus dem Fahrdienst genommen werden. 2008 streifte der Dampfer beim Anlegemanöver in Zürich die Quaimauer, konnte den Fahrdienst aber ungehindert fortsetzen.

## 100 Jahre DampfschiffStadt Zürich

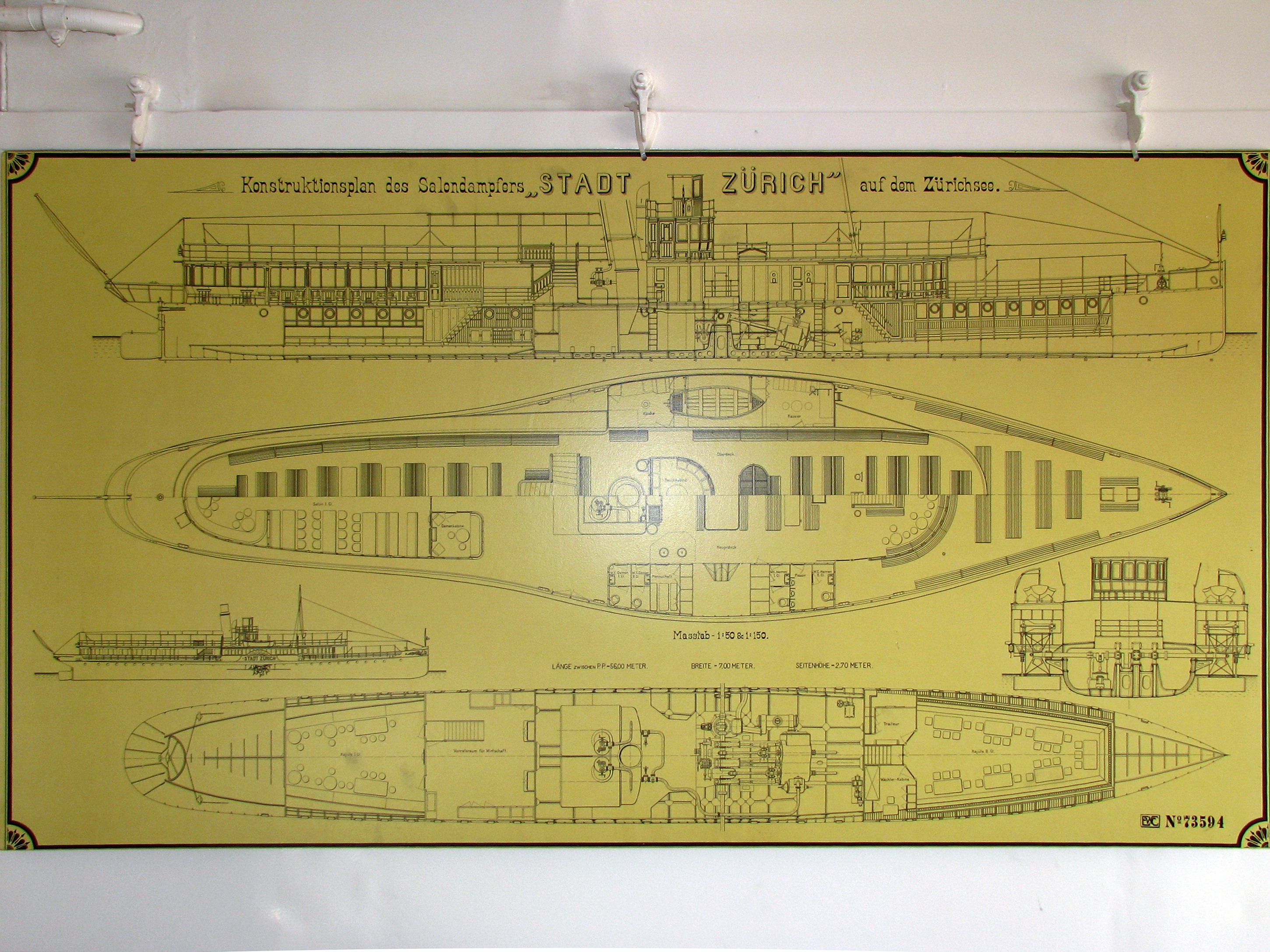
Bauplan von Escher, Wyss & Cie.

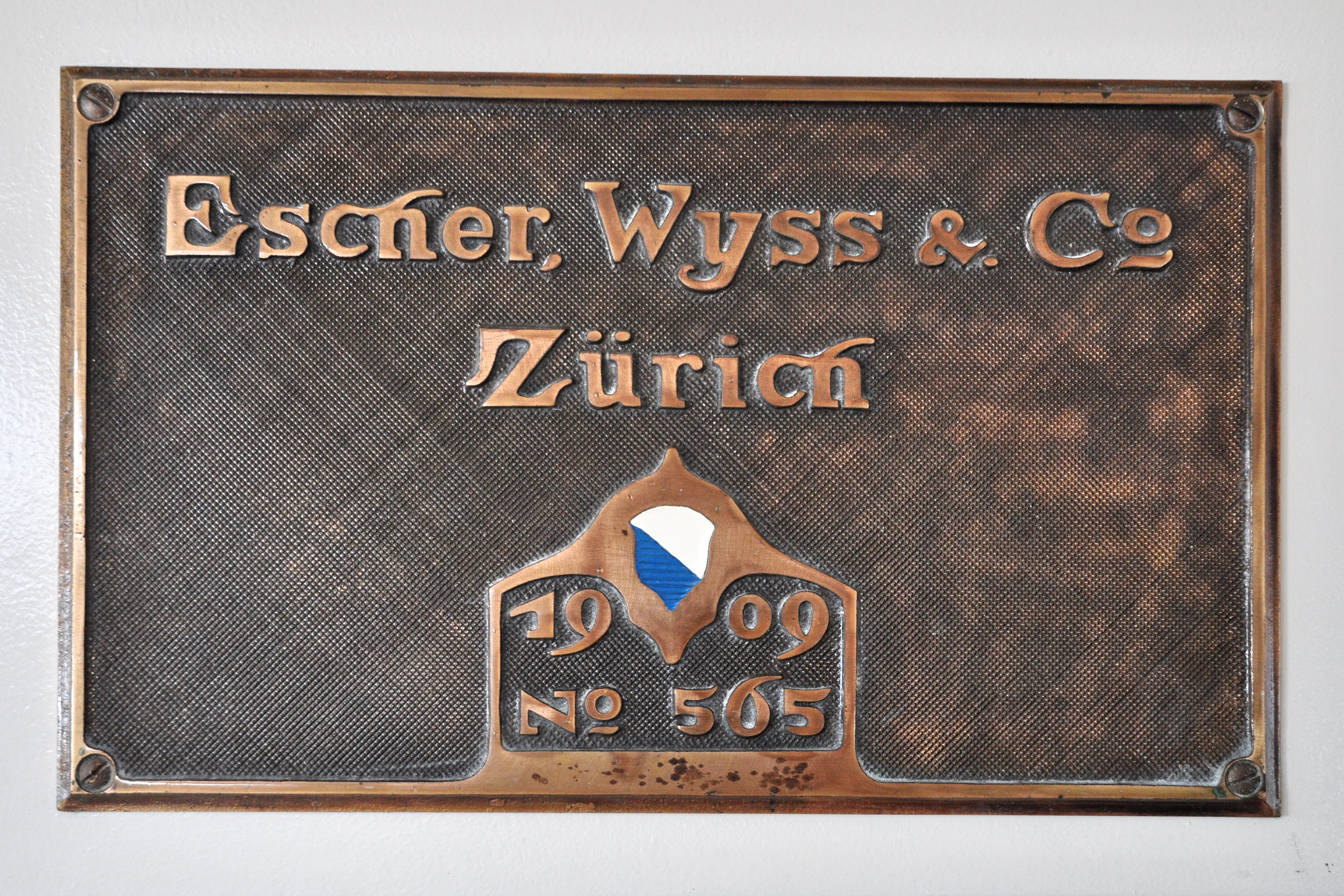
Typschild der Stadt Zürich

Vom 23. bis 25. April 2009 wurde das dienstälteste Passagierschiff auf dem Zürichsee beim Bürkliplatz im Rahmen einer Jubiläumsausstellung mit seinen geschichtlichen Hintergründen der breiten Öffentlichkeit präsentiert. Am 12. Juni 2009, exakt einhundert Jahre nach ihrer Jungfernfahrt, hat die Stadt Zürich ihre Jubiläumsfahrt durchgeführt. Auf der dreistündigen Rundfahrt mit geladenen Gästen wurde sie von der Stadt Rapperswil begleitet.